# Gouvernement Messmer III
Pour les articles homonymes, voir Gouvernement Pierre Messmer.
Ve République
Gouvernement Pierre Messmer II Gouvernement Jacques Chirac I
Le troisième gouvernement Pierre Messmer est le 10e gouvernement de la Ve République française. Il est soutenu par les groupes parlementaires UDR, RI et RDS.
Cet article présente la composition du gouvernement français sous le Premier ministre Pierre Messmer du 27 février 1974 au 27 mai 1974, pendant les présidences de Georges Pompidou (1969-1974) et d'Alain Poher (par intérim en 1974). Il s’agit du troisième gouvernement de Pierre Mesmer.
Ce gouvernement est marqué par la mort de Georges Pompidou le 2 avril 1974, président de la République française depuis l'élection présidentielle de 1969, ce qui entraîne une nouvelle élection présidentielle en mai 1974.
Avec une durée de 89 jours, il est par ailleurs le gouvernement le plus éphémère de la Cinquième République hors période de transition électorale et le septième gouvernement le plus court en prenant en compte les gouvernements formés entre deux élections (dits de transition électorale).

## Composition
Le Premier ministre est nommé par un décret du 27 février 1974 (JO du 
28 février), les membres du Gouvernement par un décret en date du 1er mars 1974 (JO du 
2 mars). Le 11 avril 1974, Jean Royer démissionne pour faire acte de candidature à la présidence de la République ; l’intérim est assuré par Hubert Germain. Le gouvernement démissionne à la suite de l'élection présidentielle de 1974.

### Premier ministre
| Image | Fonction         |  | Nom            | Parti |
| ----- | ---------------- |  | -------------- | ----- |
|       | Premier ministre |  | Pierre Messmer | UDR   |

### Ministres d'État
| Image | Fonction                                                                                    |  | Nom                      | Parti |
| ----- | ------------------------------------------------------------------------------------------- |  | ------------------------ | ----- |
|       | Ministre d'État, Garde des Sceaux, ministre de la Justice                                   |  | Jean Taittinger          | UDR   |
|       | Ministre d'État, ministre de l'Economie et des Finances                                     |  | Valéry Giscard d'Estaing | FNRI  |
|       | Ministre d'État, ministre de l'Aménagement du territoire, de l'Equipement et des Transports |  | Olivier Guichard         | UDR   |

### Ministres
| Image | Fonction                                                |  | Nom                 | Parti |
| ----- | ------------------------------------------------------- |  | ------------------- | ----- |
|       | Ministre des Affaires étrangères                        |  | Michel Jobert       | DVG   |
|       | Ministre de l'Intérieur                                 |  | Jacques Chirac      | UDR   |
|       | Ministre des Armées                                     |  | Robert Galley       | UDR   |
|       | Ministre de l'Éducation nationale                       |  | Joseph Fontanet     | CDP   |
|       | Ministre de l'Agriculture et du Développement rural     |  | Raymond Marcellin   | FNRI  |
|       | Ministre des Affaires culturelles et de l’Environnement |  | Alain Peyrefitte    | UDR   |
|       | Ministre de l'Industrie, du Commerce et de l'Artisanat  |  | Yves Guéna          | UDR   |
|       | Ministre chargé des Relations avec le Parlement         |  | Hubert Germain      | UDR   |
|       | Ministre du Travail, de l'Emploi et de la Population    |  | Georges Gorse       | UDR   |
|       | Ministre de la Santé publique et de la Sécurité sociale |  | Michel Poniatowski  | FNRI  |
|       | Ministre des Postes et Télécommunications               |  | Jean Royer          | DVD   |
|       | Ministre de l’Information                               |  | Jean-Philippe Lecat | UDR   |

### Secrétaires d'Etat
| Image | Fonction                                                               | Ministre de rattachement                                                   |  | Nom                      | Parti |
| ----- | ---------------------------------------------------------------------- | -------------------------------------------------------------------------- |  | ------------------------ | ----- |
|       | Secrétaire d'Etat chargé des Départements et Territoires d'Outre-Mer   | Premier ministre                                                           |  | Joseph Comiti            | UDR   |
|       | Secrétaire d'Etat chargé de la Fonction publique                       | Premier ministre                                                           |  | Christian Poncelet       | UDR   |
|       | Secrétaire d'Etat chargé du Budget                                     | Ministre de l'Economie et des Finances                                     |  | Henri Torre              | UDR   |
|       | Secrétaire d'Etat chargé du Logement                                   | Ministre de l'Aménagement du territoire, de l’Équipement et des Transports |  | Christian Bonnet         | FNRI  |
|       | Secrétaire d'Etat chargé des Transports                                | Ministre de l'Aménagement du territoire, de l’Équipement et des Transports |  | Aymar Achille-Fould      | CDP   |
|       | Secrétaire d'Etat                                                      | Ministre des Affaires étrangères                                           |  | Jean de Lipkowski        | UDR   |
|       | Secrétaire d'Etat chargé des Anciens combattants et Victimes de guerre | Ministre des Armées                                                        |  | André Bord               | UDR   |
|       | Secrétaire d'Etat chargé de la Jeunesse et des Sports                  | Ministre de l'Education nationale                                          |  | Pierre Mazeaud           | UDR   |
|       | Secrétaire d'Etat                                                      | Ministre de l’Éducation nationale                                          |  | Jacques Limouzy          | UDR   |
|       | Secrétaire d'Etat                                                      | Ministre de l'Agriculture et du Développement rural                        |  | Jean-François Deniau     | FNRI  |
|       | Secrétaire d'État                                                      | Ministre chargé des Relations avec le Parlement                            |  | Olivier Stirn            | UDR   |
|       | Secrétaire d'Etat chargé de l'Environnement                            | Ministre des Affaires culturelles et de l’Environnement                    |  | Paul Dijoud              | FNRI  |
|       | Secrétaire d'Etat                                                      | Ministre de la Santé publique et de la Sécurité sociale                    |  | Marie-Madeleine Dienesch | UDR   |

## Répartition partisane
| Parti                        | Parti                                              | Premier ministre | Ministres d'État | Ministres | Secrétaires d'État | Total |
| ---------------------------- | -------------------------------------------------- | ---------------- | ---------------- | --------- | ------------------ | ----- |
| Répartition le 1er mars 1974 | Répartition le 1er mars 1974                       | 1                | 3                | 12        | 13                 | 29    |
|                              | Union des démocrates pour la République            | 1                | 2                | 7         | 9                  | 19    |
|                              | Fédération nationale des républicains indépendants |                  | 1                | 2         | 3                  | 6     |
|                              | Centre démocratie et progrès                       |                  | 1                | 1         | 2                  |       |
|                              | Divers droite                                      |                  | 1                |           | 1                  |       |
|                              | Divers gauche                                      |                  | 1                |           | 1                  |       |

## Féminisation du gouvernement
Le gouvernement compte une femme ministre, en la personne de Marie-Madeleine Dienesch, secrétaire d’État à l’Assistance sociale et à la Réadaptation.